# Kalju Kruusa

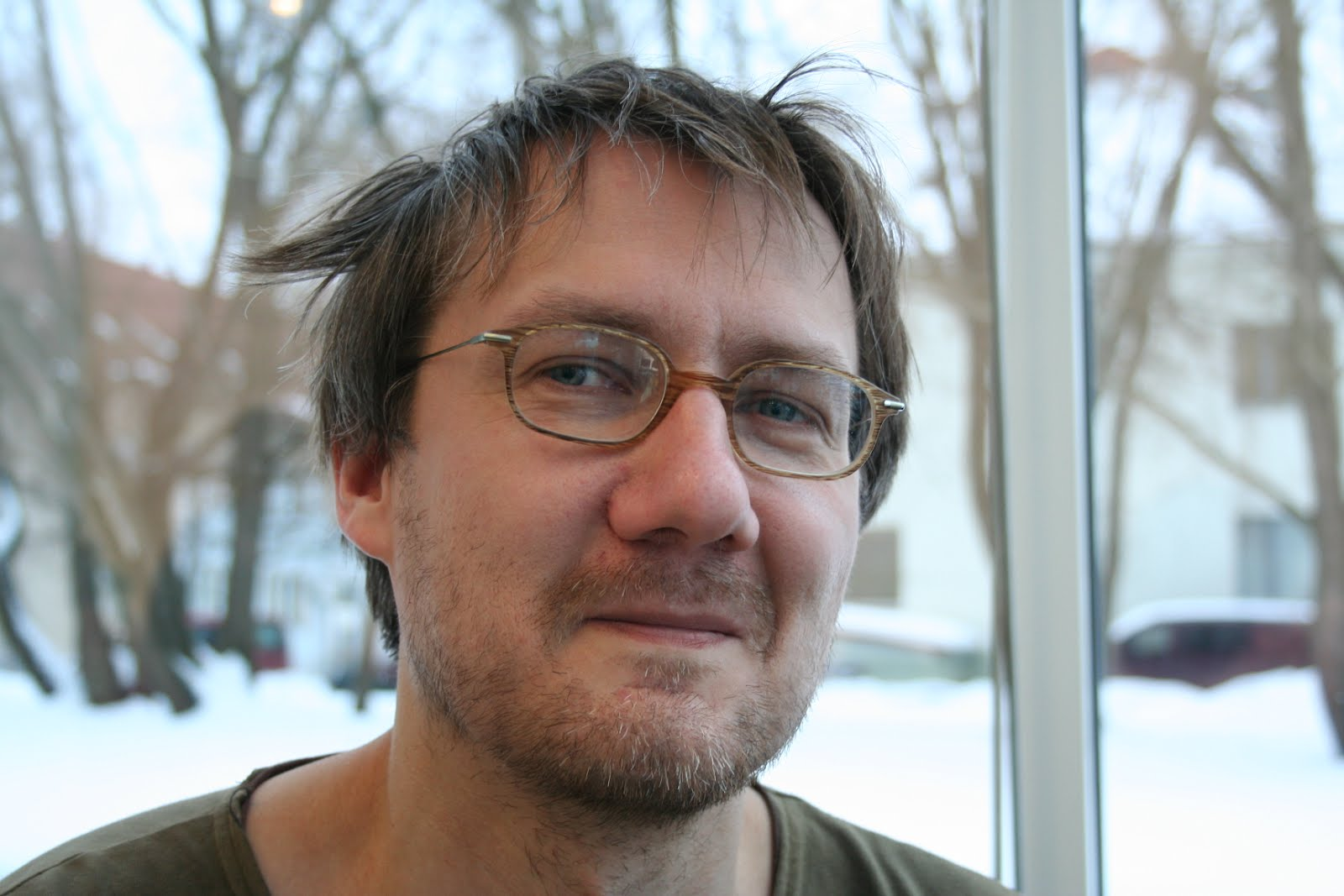
Kalju Kruusa (2012)

Kalju Kruusa (mit bürgerlichem Namen Jaanus Valk; * 10. Oktober 1973 in Tallinn) ist ein estnischer Schriftsteller und Übersetzer.

## Leben
Kalju Kruusa machte 1992 in Tallinn Abitur und studierte von 1993 bis 1997 an der Universität Tartu Englisch und Semiotik. Dann wechselte er zum Estnischen Humanitarinstitut in Tallinn, wo er Romanistik studierte und das Studium 2008 mit einer Bachelor-Arbeit zu Stéphane Mallarmé abschloss. Das Studienjahr 2004–2005 verbrachte er an der Waseda-Universität in Tokio, wo er unter anderem Japanisch lernte.
Kalju Kruusa ist Mitglied des Estnischen Schriftstellerverbandes und des 2010 wiedergegründeten Estnischen PEN-Clubs. Er lebt in Tallinn.

## Werk
Kalju Kruusa debütierte Ende der 1990er-Jahre im Rahmen der Gruppierung Erakkond, zu der unter anderem auch die Lyriker Aare Pilv und Kristiina Ehin sowie die Prosaisten Mehis Heinsaar und Berk Vaher zählten. Seinen „lang erwarteten“ ersten Gedichtband legte er 1999 vor, und er wurde umgehend mit dem Betti-Alver-Debütpreis ausgezeichnet. Die Kritik lobte ihn als „klassischen Dichter“ und zog Vergleiche zu Villem Grünthal-Ridala, Jaan Kaplinski, Viivi Luik, Hasso Krull oder Kirsti Oidekivi. Aber auch zu ausländischen Dichtern wie Allen Ginsberg oder Seamus Heaney sah die Kritik später Bezüge. Das Besondere an der Dichtung sei, dass Kruusa „wie ein Medium agiert, er lässt die Welt auf eine Art und Weise durch sich hindurch fließen, dass der scheinbar grenzenlose Bewusstseinsstrom eine Kette von Bilden, Momenten und Stimmungen erzeugt.“
Schon der erste Band enthielt, wie auch seine weiteren Gedichtbände, neben estnischer Originaldichtung Übersetzungen, und zwar sowohl ins Estnische (in diesem Fall aus dem Italienischen, Gedichte von Umberto Saba) als auch aus dem Estnischen ins Englische (Gedichte von Aare Pilv) und Finnische (Gedichte von Lauri Sommer), später auch ins Französische (abermals Gedichte von Aare Pilv). Der Band Tühhja bringt neben einer Übersetzung von Pentti Saarikoski zahlreiche Übertragungen japanischer Lyrik von beispielsweise Ibaragi Noriko, Miyoshi Tatsuji, Kaneko Mitsuharu, Tanikawa Shuntarō, Tamura Ryūichi, Yoshino Hiroshi, Nakano Shigeharu, Ishigaki Rin, Ishikawa Takuboku und Miyazawa Kenji. In einer späteren Sammlung finden sich dann auch Übersetzungen aus dem Chinesischen und Koreanischen.
Hierin kann Kruusas „Streben nach Vollkommenheit“ gesehen werden, wie er es auch in einem Gedicht ausdrückt: kui sulle kirjutan / ei taotle ma muud / tyde kui tunde / tabamise täpsust ('wenn ich dir schreibe / strebe ich nach keiner anderen / Wahrheit als der Genauigkeit / das Gefühl zu treffen'; Treffamisi, S. 42). Diese Genauigkeit versucht er durch die Vermischung von Sprachen, durch eine eigenwillige Syntax und Interpunktion und durch das Stehenlassen von durchgestrichenen Sätzen zu erreichen. Auch verwendet er teilweise eine eigene Orthographie, in der der estnischen Buchstabe õ, der einen ungerundeten Mittelvokal bezeichnet, mit einem y wiedergibt. Dieses Graphem existiert im Estnischen nicht und wird bisweilen von verschiedenen Autoren für verschiedene Laute, meistens jedoch für das ü, benutzt.
Es scheint, als würde eine einzige Sprache dem Dichter nicht reichen, und so tauchen gelegentlich auch japanische Schriftzeichen auf. In der Überschrift seiner fünften Gedichtsammlung wurden chinesische Schriftzeichen verwendet. Deren Titel kann man in der Transkription als 'Ing wer tee' lesen und als 'Ingwertee' auffassen, in der Übersetzung aus dem Chinesischen jedoch als 'Geist Blut Tee' interpretieren. Somit ist das Fremde nicht mehr fremd, wie es noch bei Ilmar Laaban der Fall war, der eine seiner Sammlungen Eigene Dichtung und Fremdes (1990) nannte. Kruusa gibt seinen Sammlungen den Untertitel Eigenes und Bekanntes.
Deswegen ist Kalju Kruusas Dichtung explizit als „Sprachdichtung“ bezeichnet worden. Hasso Krull zufolge gibt es ein spezifisches „Kaljukruusaisch, was gleichzeitig Estnisch ist, aber genauer, empfindlicher und nuancierter als das gewöhnliche.“

## Auszeichnungen
- 1999 Betti Alver-Debütpreis
- 2006 Lyrikpreis von Looming
- 2009 Gustav-Suits-Stipendium
- 2009 Literaturpreis der Universität Tallinn
- 2012 Jahrespreis des estnischen Kulturkapitals, Sparte Lyrik

## Bibliographie
- Meeleolu ('Stimmung'). Tsitre: Erakkond 1999. 79 S.
- treffamisi ('Treffen'). Tallinn: Tuum 2004. 79 S.
- Pilvedgi mindgi liigutavadgi ('Auch die Wolken auch mich auch bewegen'[15]) Tallinn: koma 2008. 128 S.
- Tühhja ('Ins Leere'). Tallinn: Ussimunni 2010. 91 S.
- ING VERI TEE. Oma luulet ja tuttavat ('Ing-wer-tee' bzw. 'Geist-Blut-Tee. Eigene Dichtung und Bekanntes'). Tallinna: Säutsipau 2013. 112 S.
- Äädikkärbsed: oma luulet ja tuttavat ('Taufliegen. Eigene Dichtung und Bekanntes'). Tallinna: Kirimiri 2015. 121 S.

## Sekundärliteratur
- Ivar Sild: Klassika võidukäik, in: Keel ja Kirjandus 5/2000, S. 364–365.
- Mart Velsker: Meelega tehtud raamat, in: Vikerkaar 5–6/2000, S. 149–154.
- Kirsti Oidekivi: Täpselt treffamisi, in: Vikerkaar 6/2004, S. 105–106.
- Neeme Lopp: Asja-olu, in: Looming 9/2004, S. 1422–1424.
- Hasso Krull: Leiva-saia-suutra eesti keeles. Märkmeid Kalju Kruusa kolmanda luuleraamatu puhul, in: Looming 2/2009, S. 273–280.
- Alari Allik: Liigutamise lühikursus, in: Vikerkaar 6/2009, S. 98–103.
- Kaupo Meiel: Missa Kruusast kriitikutad, endal nina punane, in: Looming 6/2011, S. 875–877.
- Mariliin Vassenin: Kui süda on ainuke loll, in: lugu 7 (2011), S. 26.
- Salmo Salar: Luuletajaluule, in: Vikerkaar 10–11/2011, S. 166–169.
- Alari Allik: Igavese ahelluuletaja tagasitulek, in: Vikerkaar 6/2009, S. 7–8/2013, 139–143.
- Margus Ott: Kruusa hõng, in: Vikerkaar 6/2009, S. 7–8/2013, 144–149.
- Rebekka Lotman, Miikael-Aadam Lotman: Üks imetleb kuud, teine imeb näppu, in: Keel ja Kirjandus 4/2014, 304–308.
- Veronika Kivisilla: Kruusagi mindgi liigutabgi, in: Looming 11/2014, S. 1574–1590.
- Mihkel Kaevats: Taskud Kruusa täis, tripp…, in: Looming 6/2015, S. 879–881.